# Coulee Dam
Coulee Dam è un comune degli Stati Uniti d'America, situato nello Stato di Washington, diviso tra le Contee di Okanogan, Douglas e Grant.